# Моя любимая супруга
«Моя любимая супруга» (англ. My Favorite Wife) — американская комедийная мелодрама (comedy of remarriage) режиссёра Гарсона Канина, вышедшая на экраны в 1940 году. Три номинации на премию «Оскар». Фильм является юмористической инверсией произведения Альфреда Теннисона «Энох Арден».

## Сюжет
Эллен Арден без вести пропала после кораблекрушения семь лет назад. Она неожиданно возвращается в Америку в тот самый день, когда её муж Ник Арден объявляет её умершей. Он собирается вступить в брак с Бьянкой, когда неожиданно встречается с Эллен. Ник всё ещё любит Эллен, но не знает, как объяснить новой жене возникшую ситуацию. Положение осложняется ещё и тем, что Эллен на необитаемом острове, на котором она находилась после кораблекрушения, была не одна, а с привлекательным и богатым Стивеном Беркеттом, который ухаживает за ней. После некоторых осложнений Эллен и Ник вновь вместе, брак с Бьянкой расторгается.

## В ролях
| Актёр              | Роль                          |
| ------------------ | ----------------------------- |
| Айрин Данн         | Эллен                         |
| Кэри Грант         | Ник                           |
| Рэндольф Скотт     | Стивен Беркетт                |
| Гэйл Патрик        | Бьянка                        |
| Энн Шоумэйкер      | Ма                            |
| Скотти Бекетт      | Тим                           |
| Мэри Лу Геррингтон | Чинча                         |
| Дональд МакБрайд   | гостиничный клерк             |
| Хью О’Коннелл      | Джонсон                       |
| Педро Де Кордоба   | доктор Калмар                 |
| Леон Беласко       | официант (в титрах не указан) |

## Признание
Премия «Оскар» 1941
- Сценарий: лучший оригинальный сюжет — Белла Спевак, Сэмюэл Спевак, Лео Маккэри (номинация)
- Музыка: лучший оригинальный саундтрек — Рой Уэбб (номинация)
- Лучшая работа художника в чёрно-белом фильме — Ван Нест Полглейс, Марк-Ли Кирк (номинация)

## Ремейк
В 1962 году режиссёр Джордж Кьюкор на кинокомпании «20th Century Fox» начал съёмки ремейка фильма — киноленты «Что-то должно случиться» с Мэрилин Монро, Дином Мартином и Сид Чарисс в главных ролях. Фильм остался незавершенным после смерти Мэрилин Монро.